# Dave Roberts
David Luther „Dave” Roberts (ur. 23 lipca 1951 w Stillwater) – amerykański lekkoatleta specjalizujący się w skoku o tyczce, uczestnik letnich igrzysk olimpijskich w Montrealu (1976), brązowy medalista olimpijski w skoku o tyczce. 

## Sukcesy sportowe
- dwukrotny mistrz Stanów Zjednoczonych w skoku o tyczce – 1972, 1974[1]
- wicemistrz Stanów Zjednoczonych w skoku o tyczce – 1971[2]
- trzykrotny mistrz National Collegiate Athletic Association w skoku o tyczce – 1971, 1972, 1973[3]

| Rok  | Miasto   | Zawody                   | Konkurencja   | Wynik         |
| ---- | -------- | ------------------------ | ------------- | ------------- |
| 1971 | Cali     | Igrzyska panamerykańskie | skok o tyczce | srebrny medal |
| 1976 | Montreal | Igrzyska olimpijskie     | skok o tyczce | brązowy medal |

## Rekordy życiowe
- skok o tyczce – 5,70 – Eugene 22/06/1976 (rekord świata do 11/05/1980)